# بوشنگانه (پاراچین)
بوشنگانه (به صربی: Bošnjane) یک منطقهٔ مسکونی در صربستان است که در ناحیه پوموراولیه واقع شده‌است. بوشنگانه ۱٬۰۱۲ نفر جمعیت دارد.